# Томиславці
Томиславці (серб. Томиславци; в один період Орешкович, серб. Орешковић) — село в Сербії, належить до общини Бачка-Топола Північно-Бацького округу в багатоетнічному, автономному краю Воєводина.

## Населення
Населення села становить 706 осіб (2002, перепис), з них:
- серби — 657 — 94,39%;
- мадяри — 15 — 2,15%;
- югослави — 6 — 0,86%;
- хорвати — 6 — 0,86%;

Решту жителів  — з десяток різних етносів, зокрема: македонці, румуни, німці і кілька русинів-українців.